# Chiesa di San Martino Vescovo (Ferrara, San Martino)
La chiesa di San Martino vescovo è la parrocchiale a San Martino, frazione di Ferrara. Risale al XIII secolo.

## Storia
Fonti storiche (Guarini e Scalabrini) fanno risalire la fondazione della chiesa al 1290.
Fu Federico di Front e San Martino, vescovo di Ferrara e nobile di San Martino a creare le condizioni perché tale edificio venisse costruito, essendovi personalmente legato per origini e per la disponibilità da parte dell'episcopato del terreno necessario.
La posizione geografica del sito era strategico sia per il controllo militare ma ancor più per la sua importanza economica, trovandosi vicina ad un canale navigabile che univa la ferrarese Torre Fossa alla città di Bologna.
Attorno al XVIII secolo la chiesa venne completamente restaurata secondo lo stile dell'epoca e che ha conservato quasi inalterato.
Durante la seconda metà del XX secolo vennero realizzati interventi nella zona absidale, sul sagrato e nella facciata. Furono inoltre adeguati gli impianti.
Dopo il terremoto dell'Emilia del 2012 fu necessario un altro e ben più importante ed oneroso lavoro. 
Quasi ogni parte della struttura fu restaurata, come in particolare il soffitto della navata e la copertura del tetto. Per ottenere la garanzia di una maggior stabilità le capriate furono rinforzate con catene, la facciata rinsaldata con travi in acciaio e le strutture murarie nella zona della torre campanaria vennero anch'esse incatenate.